# Protaetia flutschi
Protaetia flutschi är en skalbaggsart som beskrevs av Legrand 2005. Protaetia flutschi ingår i släktet Protaetia och familjen Cetoniidae. Inga underarter finns listade i Catalogue of Life.